# Gare de Mayet
Ne doit pas être confondu avec Gare du Mayet-de-Montagne.
La gare de Mayet est une gare ferroviaire française de la ligne de Tours au Mans, située sur le territoire de la commune de Mayet, dans le département de la Sarthe en région Pays de la Loire.
Elle est mise en service en 1858 par la Compagnie du Chemin de fer de Paris à Orléans (PO). C'est aujourd'hui une halte ferroviaire de la Société nationale des chemins de fer français (SNCF) desservie par des trains express régionaux TER Pays de la Loire circulant entre Château-du-Loir, ou Tours, et Le Mans. 

## Situation ferroviaire
Établie à 75 m d'altitude, la gare de Mayet est située au point kilométrique (PK) 304,891 de la ligne de Tours au Mans. Elle est encadrée par les gares d'Aubigné-Racan et Écommoy.

## Histoire

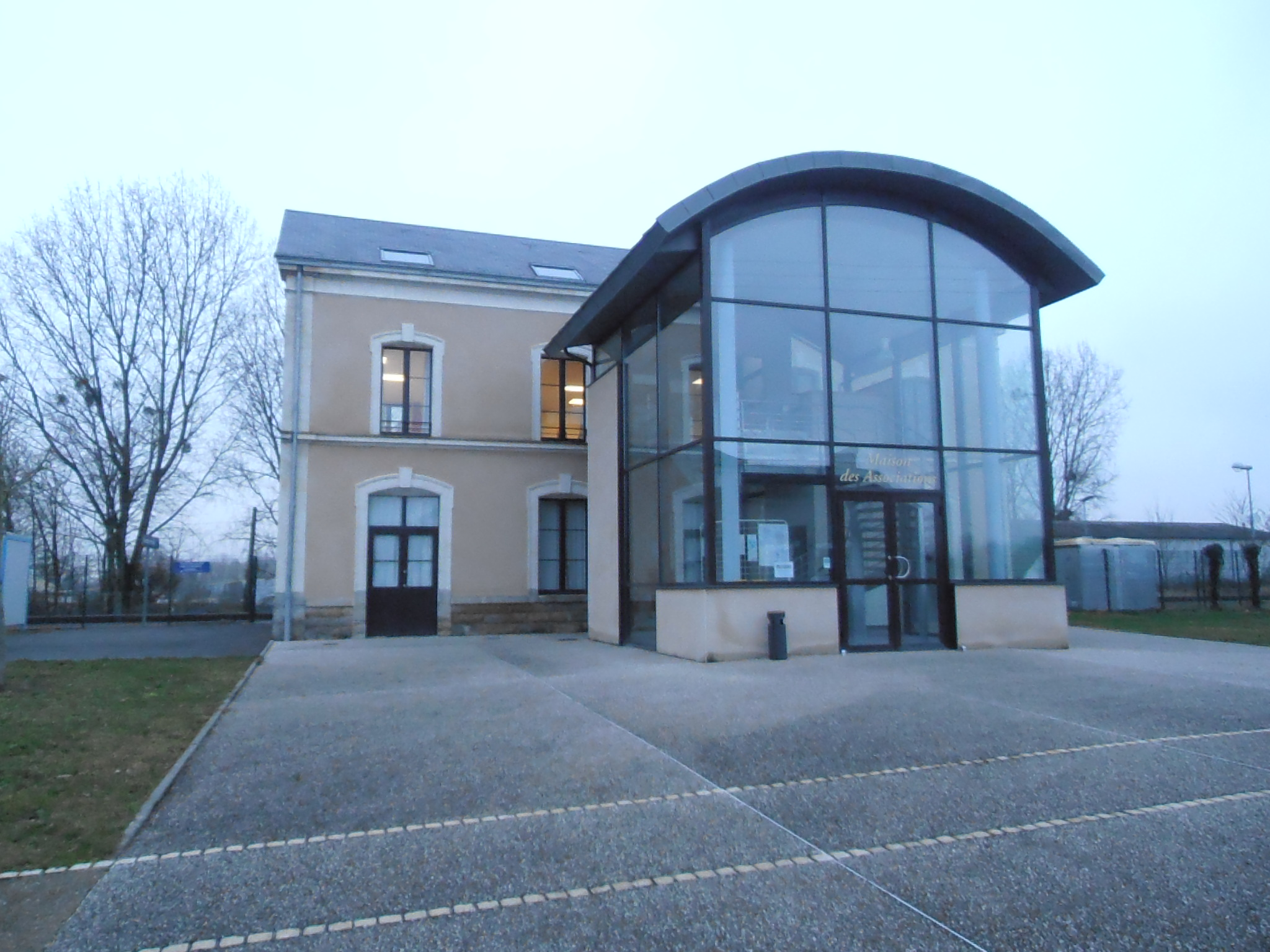
Le bâtiment de la gare est devenu la maison des associations

La gare a coûté 3 000 francs à la commune. On y expédiait des marchandises tels que des toiles, couvertures, balais (fabriqués dans le village)
Sur la commune qui compte alors 2 163 habitants, la Compagnie du Chemin de fer de Paris à Orléans (PO) établit une station de troisième catégorie nommée Mayet qu'elle met en service avec sa ligne de Tours au Mans le 19 juillet 1858.
En 2007, le bâtiment a été racheté par la commune puis, en 2012, il a été agrandi et transformé en Maison des Associations.

## Services voyageurs

### Accueil
Halte SNCF, c'est un point d'arrêt non géré (PANG) à entrée libre. Elle est équipée d'abris de quai.

### Dessertes
Mayet est desservie par des trains du réseau TER Pays de la Loire circulant entre Château-du-Loir, ou Tours, et Le Mans.

### Intermodalité
Un parc pour les vélos et un parking pour les véhicules sont aménagés.